# Rikichi
Rikichi ist ein männlicher japanischer Vorname.

## Bekannte Namensträger
- Andō Rikichi (1884–1946), General der Kaiserlich Japanischen Armee
- Tsukada Rikichi (1892–1958), Generalleutnant der Kaiserlich Japanischen Armee